# Автошлях Т 0618
Автошля́х Т 0618 — автомобільний шлях територіального значення у Житомирській області. Пролягає територією Романівської громади Житомирського району через Залужне — Романів. Загальна довжина — 8,3 км.

## Маршрут
Автошлях проходить через такі населені пункти:
| Автошлях Т 0618     |        |
| Житомирська область |        |
| Романівський район  |        |
| Романів             |        |
| Залужне             | Т 0601 |